# 황동규
황동규(黃東奎, 1938년 4월 9일~)는 대한민국의 시인, 영문학자이다. 본관은 제안(齊安)이다. 소설가 황순원의 장남이다.

## 생애
평안남도 숙천에서 출생하였고 지난날 한때 평안남도 강동에서 잠시 유아기를 보낸 적이 있는 그는 훗날 평안남도 평양에서 잠시 자라다가 1946년 가족들과 함께 서울로 월남하였다. 서울대학교 영문과 및 동 대학원을 나왔다. 1958년 《현대문학》에 시 〈10월〉,〈동백나무〉,〈즐거운 편지〉 등을 추천받아 문단에 데뷔했다.
이후 〈한밤으로〉,〈겨울의 노래〉,〈얼음의 비밀〉 등의 역작을 발표했으며, 이러한 초기 시들은 첫 번째 시집 《어떤 개인 날》에 수록되어 있다. 이어 두 번째 시집 《비가(悲歌)》, 3인 시집 《평균율》을 간행하였고 《사계(四季)》의 동인으로 활약했다. 그 밖의 시집으로 《삼남(三南)에 내리는 눈》,《나는 바퀴를 보면 굴리고 싶어진다》,《풍장(風葬)》 등이 있다. 1968년 현대문학신인상, 1980년 한국문학상을 수상했다. 황동규의 시는 전통적인 한국 서정시의 강한 편향성과 서정성에서 벗어나 1950년대 이후의 현대시사 위에 독자적인 맥락을 형성한 것으로 보이며 독특한 양식적인 특성과 기법으로 인해 현대시의 방법적, 인식적 지평을 확대해 놓았다는 점에서 동시대 비평계의 지속적인 관심과 평가를 받아오고 있다.

## 가족 관계
- 아버지 황순원의 3남 1녀 중 장남

## 학력
- 평안남도 평양 종로국민학교 수료
- 서울남산국민학교 졸업
- 서울중학교 졸업
- 서울고등학교 졸업
- 서울대학교 영어영문학과 학사
- 서울대학교 대학원 교육학과 교육학 석사
- 미국 아이오와 주립대학교 대학원 심리학과 심리학 석사
- 영국 에든버러 대학교 대학원 영어영문학과 문학석사
- 서울대학교 대학원 영어영문학과 문학박사

## 작품

### 시
- 즐거운 편지